# Marisa Román
Marisa Román ist eine spanische Filmproduzentin.

## Karriere
Román begann ihre Laufbahn im Filmgeschäft bei den Walt Disney Animation Studios in Burbank im Bereich der Kommunikation in der Animation. Im Jahr 2004 ging sie zurück nach Spanien, wo sie gemeinsam mit Sergio Pablos die The SPA Studios gründete. Als Produzentin war sie an dem 2019 veröffentlichten Film Klaus beteiligt, für den sie gemeinsam mit dem Regisseur Pablos und Jinko Gotoh bei der Oscarverleihung 2020 für den Oscar in der Kategorie Bester animierter Spielfilm nominiert war.